# Hundsgölen
Hundsgölen är en sjö i Nybro kommun i Småland och ingår i Hagbyåns huvudavrinningsområde.